# الفساد في سوريا
إن الفساد في سوريا يتبع الأنماط المألوفة للفساد المبني على الدولة، أي قيام المسؤولين الحكوميين بإساءة استخدام سلطاتهم السياسية لتحقيق مكاسب خاصة في سوريا.
وبحسب مؤشر مدركات الفساد لعام 2023 الصادر عن منظمة الشفافية الدولية، حصلت سوريا على درجة 13 على مقياس يتراوح من 0 ("فاسدة للغاية") إلى 100 ("نظيفة للغاية"). وعند تصنيفها حسب النتيجة، احتلت سوريا المرتبة 177 من بين 180 دولة في المؤشر، على المقياس حيث يُنظر إلى الدولة التي تحتل المرتبة الأولى على أنها تمتلك القطاع العام الأكثر نزاهة. للمقارنة مع النتائج العالمية، كان متوسط النتيجة 43، وكانت أفضل نتيجة 90 (المرتبة 1)، وكانت أسوأ نتيجة 11 (المرتبة 180). وللمقارنة مع النتائج الإقليمية، كان متوسط النتيجة بين دول الشرق الأوسط وشمال أفريقيا 34. كانت أعلى درجة بين دول الشرق الأوسط وشمال أفريقيا 68 وكانت أقل درجة لسوريا 13.
وقد حدد باحثون وصحفيون الفساد في القوات المسلحة السورية والميليشيات المتحالفة معها كأحد الأسباب الرئيسية لسقوط نظام الأسد في عام 2024.

## تجارة المخدرات
تصنف سوريا كدولة مخدرات من الولايات المتحدة لمدة عقد تقريبًا حتى عام 1997، أثناء الاحتلال السوري للبنان عندما سيطروا على زراعة القنب في وادي البقاع في لبنان، وكانوا المصدر الرئيسي للحشيش في منطقة الشرق الأوسط. خلال الحرب الأهلية السورية، بدأ الإنتاج الضخم للمخدرات داخل سوريا، وأطعم الضباط رجالهم مادة الفينيثايلين، التي أطلقوا عليها اسم "الكابتن الشجاع". وضبط عدة شحنات تحتوي على أطنان من الأمفيتامينات في بلدان مختلفة هُربت من سوريا، وكانت تلك الشحنات تحتوي أحيانًا على ملايين أقراص الفينيثايلين، والتي بدأ إنتاجها في البلاد منذ عام 2006، وفي نوفمبر 2020، ضبطت السلطات المصرية شحنتين من المخدرات من نوع الحشيش قادمتين من سوريا، حيث وصلت الشحنة الأولى إلى الإسكندرية، وبلغ وزنها 2 طن من الحشيش، بينما بلغ وزن الشحنة الثانية 6 أطنان وعثر عليها في ميناء دمياط. أصبح ميناء اللاذقية تحت مراقبة الشرطة الأوروبية والأمريكية، باعتباره ميناء مفضلاً لدى المهربين. في مايو 2021، استخدمت قوات الأمن التركية طائرات بدون طيار لوقف تهريب 1.5 طن من المرجوانا خارج سوريا. وبحسب مركز التحليل والبحوث العملياتية، بلغت قيمة المخدرات التي ضبطتها سوريا في عام 2020 ما لا يقل عن 3.4 مليار دولار.
ذكرت صحيفة نيويورك تايمز في ديسمبر/كانون الأول 2021 أن الفرقة المدرعة الرابعة، بقيادة ماهر الأسد، تشرف على جزء كبير من إنتاج وتوزيع الكبتاجون، من بين المخدرات الأخرى، مما يعزز مكانة سوريا كدولة مخدرات على البحر الأبيض المتوسط. وتسيطر الوحدة على منشآت التصنيع ومصانع التعبئة وشبكات التهريب في جميع أنحاء سوريا (التي بدأت أيضًا في نقل مادة الميثامفيتامين الكريستالية). ويوفر مكتب أمن الفرقة، الذي يرأسه اللواء غسان بلال، الحماية للمصانع وعلى طول طرق التهريب إلى مدينة اللاذقية الساحلية والمعابر الحدودية مع الأردن ولبنان.